# Rwanda rwacu
Rwanda rwacu („Unser Ruanda“) war die Nationalhymne von Ruanda zwischen 1962 und 2002. Sie wurde von Michael Habarurema und der Chorgruppe Abanyuramatwi in Kinyarwanda verfasst. Am 1. Januar 2002 wurde sie durch Rwanda nziza („Schönes Ruanda“) abgelöst.

## Liedtext
| Kinyarwanda | Deutsch |  |
| Rwanda rwacu, Rwanda gihugu cyambyaye, Ndakuratana ishyaka n'ubutwali. Iyo nibutse ibigwi wagize kugeza ubu, Nshimira Abarwanashyaka bazanye Repubulika idahinyuka. Bavandimwe b'uru Rwanda rwacu twese Nimuhaguruke, Turubumbatire mu mahoro, mu kuri, Mu bwigenge no mu bwumvikane. Impundu ni zivuge mu Rwanda hose, Repubulika yakuye ubuhake, Ubukolonize bwagiye nk'ifuni iheze. Shinga umuzi Demokarasi Waduhaye kwitorera abategetsi. Banyarwanda: abakuru Namwe abato mwizihiye u Rwanda, Turubumbatire mu mahoro, mu kuri, Mu bwigenge no mu bwumvikane. Bavukarwanda mwese muvuze impundu, Demokarasi yarwo iraganje. Twayiharaniye rwose twese uko tungana. Gatutsi, Gatwa na Gahutu Namwe Banyarwanda bandi mwabyiyemeje, Indepandansi twatsindiye Twese hamwe tuyishyikire, Turubumbatire mu mahoro, mu kuri, Mu bwigenge no mu bwumvikane. Nimuze dusingize Ibendera ryacu. Arakabaho na Perezida wacu. Barakabaho abaturage b'iki Gihugu. Intego yacu Banyarwanda Twishyire kandi twizane mu Rwanda rwacu. Twese hamwe, twunge ubumwe Nta mususu dutere imbere ko, Turubumbatire mu mahoro, mu kuri, Mu bwigenge no mu bwumvikane. | Mein Ruanda, Land, das mich gebar, Furchtlos, unermüdlich prahle ich von dir! Wenn ich mich an deine Erfolge bis heute erinnere, Lobe ich die Pioniere, die uns unsere unerschütterliche Republik gebracht haben. Brüder alle, Söhne dieses Ruandas, Kommt, erhebt euch alle, Lasst sie uns feiern in Frieden und in Wahrheit, In Freiheit und in Harmonie! Lasst die Siegestrommeln in ganz Ruanda erklingen! Die Republik hat die feudale Knechtschaft hinweggefegt. Der Kolonialismus ist verblasst wie ein abgenutzter Schuh. Fass Wurzeln, Demokratie! Durch dich haben wir unsere eigenen Herrscher gewählt. Menschen in Ruanda, alt und jung, Bürger alle, Lasst sie uns feiern in Frieden und in Wahrheit, In Freiheit und in Harmonie! Alle eingeborenen Ruander, lasst die Siegestrommeln erklingen! Die Demokratie hat in unserem Land gesiegt. Wir alle zusammen haben mühsam danach gestrebt. Gemeinsam haben wir es verordnet. Tutsi, Twa, Hutu, mit anderen, Diese hart erkämpfte Unabhängigkeit von uns, Lasst uns alle zusammenkommen, um es aufzubauen! Lasst sie uns feiern in Frieden und in Wahrheit, In Freiheit und in Harmonie! Komm, lass uns unsere Flagge preisen! Lang lebe unser Präsident, lang leben die Bürger unseres Landes! Lasst dies unser Ziel sein, Volk von Ruanda: Auf unseren eigenen Füßen zu stehen, in unserem eigenen Recht, mit unseren eigenen Mitteln. Lasst uns Einheit fördern und Angst verbannen. Lasst uns gemeinsam in Ruanda vorankommen. Lasst sie uns feiern in Frieden und in Wahrheit, In Freiheit und in Harmonie! |  |